# Maniitsoq

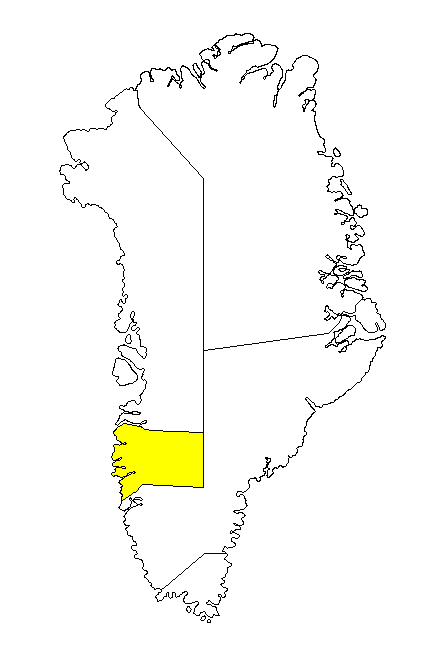
Comune di Qeqqata, dove si trova Maniitsoq

Maniitsoq (o Sukkertoppen) è una città della Groenlandia (la quarta per popolazione, 2 859 abitanti nel 2005) che appartiene al comune di Qeqqata. Nella città si trovano due musei: il museo d'arte accoglie quadri e sculture in legno, ossi o pietra; il museo storico (fondato nel 1840) invece raccoglie la storia di Maniitsoq. Il primo insediamento della zona si ebbe intorno al 2000 a.C. ad opera del popolo Saqqaq; più tardi arrivarono coloni vichinghi della Norvegia, intorno al 1000. Poi i Danesi nel 1755 fondarono un villaggio che chiamarono Sukkertoppen (che in realtà si trova dove oggi c'è Kangaamiut); nel 1782 infine il villaggio fu spostato sull'isola di Maniitsoq, dove si trova oggi.
Maniitsoq fu anche a capo di un comune, il comune di Maniitsoq. Questo comune fu fondato il 18 novembre 1950, e fu abolito il 1º gennaio 2009 con l'entrata in vigore della riforma che rivoluzionò la suddivisione interna della Groenlandia; dopo la riforma, il comune di Maniitsoq si fuse con quello di Sisimiut a formare l'odierno comune di Qeqqata.

## Il cratere
Nel luglio del 2012 è stata data notizia dell'esistenza di un cratere meteoritico del diametro di 100 km, probabilmente causato dalla caduta di un asteroide dalle dimensioni di almeno 30 km di larghezza, situato a 55 km a sud di Maniitsoq. La sua datazione, secondo gli scienziati del GEUS, risalirebbe a circa 3 miliardi di anni fa. L'erosione del terreno durante questo tempo (si è calcolato che sia approssimativamente di 25 chilometri) ne aveva quasi cancellato ogni traccia. Tra l'altro, la scoperta è avvenuta in modo casuale, ad opera di una compagnia mineraria canadese alla ricerca di riserve di nichel e platino.
Questo cratere è il più antico mai scoperto.

## Servizi e bar
La città dispone di Akunnequt, il negozio benzinaio locale, di un aeroporto chiamato Maniitsoq Airport, di un bar nel centro e di un distretto di polizia federale.